# رشتمرینگ
رشتمرینگ (به آلمانی: Rechtmehring) یک شهر در آلمان است که در بایرن واقع شده‌است.

## خصوصیات
رشتمرینگ ۲۴٫۳۳ کیلومترمربع مساحت دارد ۵۰۵ متر بالاتر از سطح دریا واقع شده‌است.